# Cortelazor
Cortelazor település Spanyolországban, Huelva tartományban. Cortelazor Los Marines, Valdelarco, Cumbres Mayores, Hinojales és Aracena községekkel határos. Lakosainak száma 312 fő (2024).

## Népesség
A település népessége az utóbbi években az alábbiak szerint változott:
| Lakosok száma | 312  | 301  | 270  | 313  | 301  | 289  | 302  | 299  | 303  | 312  |
|               | 2001 | 2004 | 2006 | 2009 | 2011 | 2014 | 2016 | 2019 | 2021 | 2024 |